# РИА Днестър
Регионална информационна агенция „Днестър“ (на руски: Региональное информационное агентство «Днестр», или РИА Днестър) е бивша неправителствена информационна агенция в Приднестровската молдовска република. Просъществува от 2009 до 2017 г, като отразява процеси и тенденции в югозападния регион на бившия СССР, на руски и английски език. През цялото време собственик и главен редактор на агенцията е Роман Конопльов.